# Economy Motor Car Company

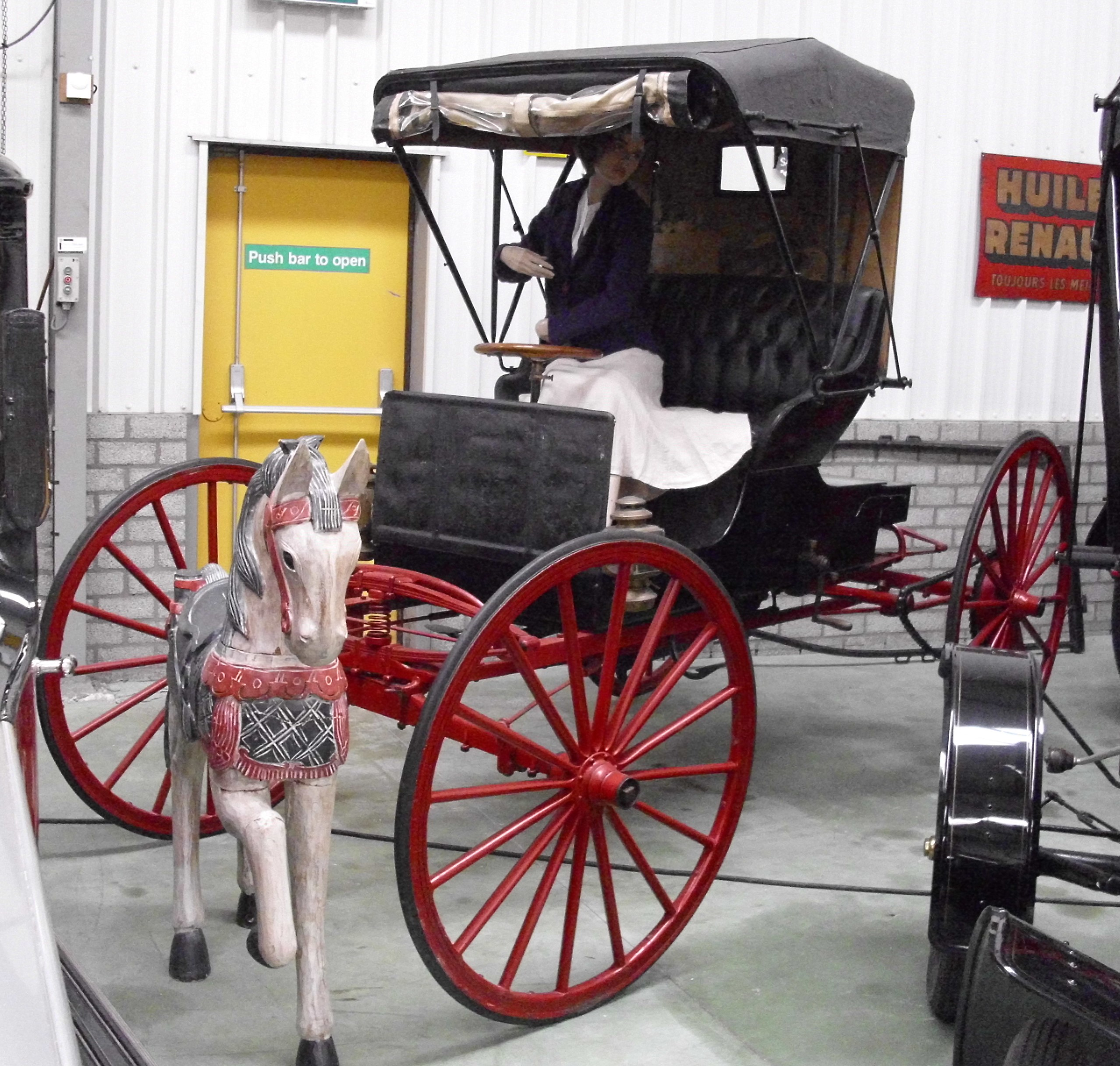
Economy in einem aufgelösten niederländischen Automuseum, vom Auktionshaus auf 1908 datiert.

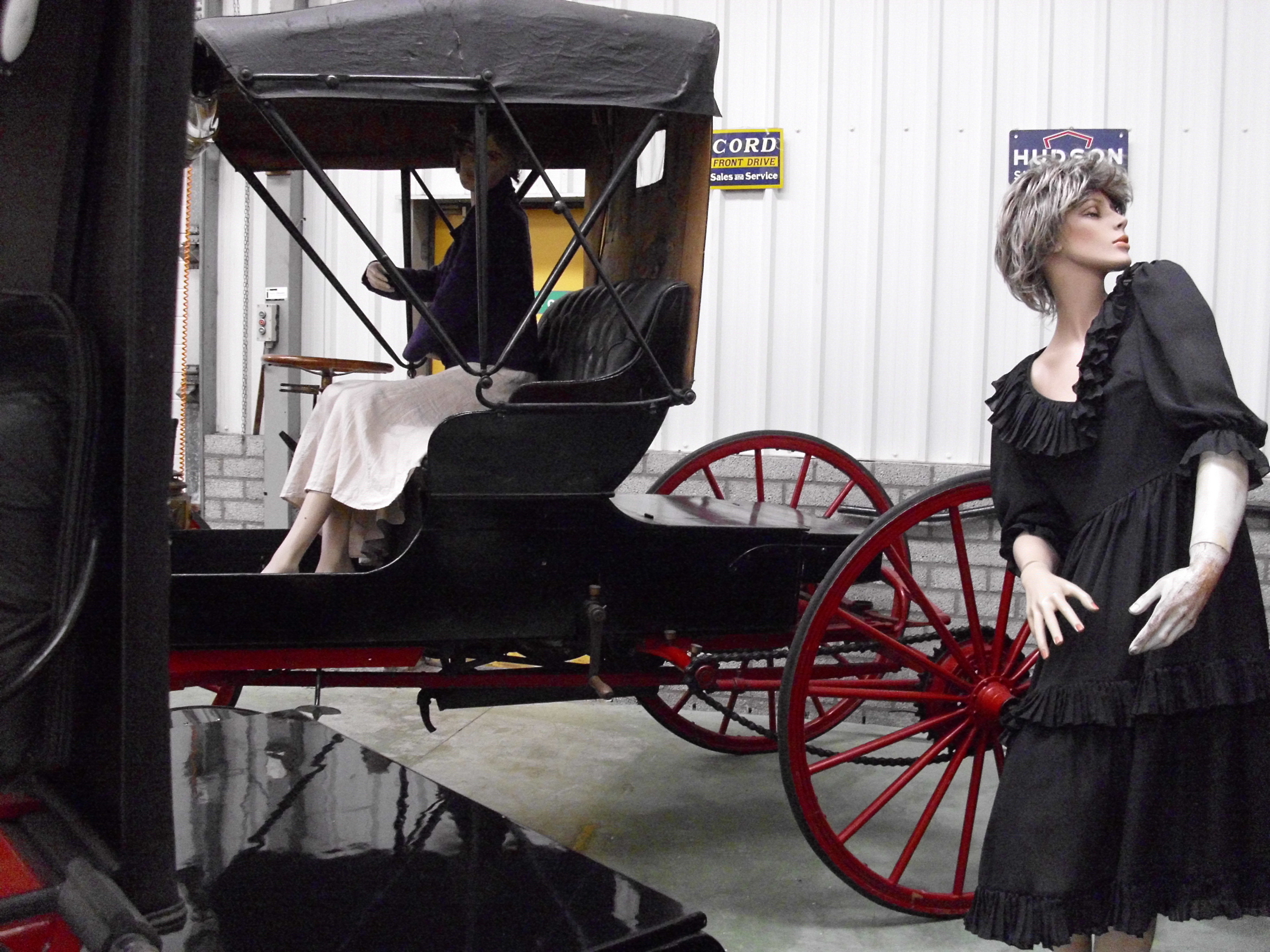
Blick auf die linke Antriebskette

Economy Motor Car Company, vorher Economy Motor Buggy Company, war ein US-amerikanischer Hersteller von Automobilen.

## Unternehmensgeschichte
Das Unternehmen wurde 1908 in Fort Wayne in Indiana gegründet. William R. Everett war Präsident. Er begann mit der Produktion von Automobilen unter dem Markennamen Economy. Die Success Auto-Buggy Manufacturing Company zog vor Gericht, weil Economy ihre Patente nutzte. Daraufhin zog Economy nach Kankakee in Illinois. Der Mangel an geeigneten Arbeitskräften in dieser Stadt sorgte dafür, dass der Sitz wenig später nach Joliet in Illinois verlegt wurde. Ende 1909 erfolgte die Umfirmierung. Ab 1910 lag der Schwerpunkt auf der Produktion auf Nutzfahrzeugen. 1911 endete die Pkw-Produktion. 1912 kam es zum Konkurs.
Die Pratt Manufacturing Company übernahm die Reste des Unternehmens.
Es gab keine Verbindung zur Economy Motor Company, die ein paar Jahre später ebenfalls Fahrzeuge der Marke Economy herstellte.

## Fahrzeuge

### Pkw
Im Angebot standen Highwheeler. Mit den großen Rädern waren sie für die damaligen schlechten Straßen gut geeignet. Das Fahrgestell hatte 218 cm Radstand. Der Motor trieb über zwei Ketten die Hinterachse an. Die offene Karosserie wurde als High Wheel Buggy bezeichnet. Sie bot je nach Ausführung Platz für zwei oder vier Personen.
Das Model B erschien 1908. Es hatte einen Einzylindermotor mit 10 PS Leistung.
1909 ergänzten Model E und Model G das Angebot. Sie hatten einen luftgekühlten Zweizylindermotor, der mit 22/24 PS angegeben war.
Ein Zweisitzer mit der Seriennummer 361 stand jahrelang in einem niederländischen Automuseum, bis er am 18. November 2017 versteigert wurde. Ein weiterer Zweisitzer existiert in den USA.
| Jahr      | Modell  | Zylinder | Leistung (PS) | Radstand (cm) | Aufbau           |
| --------- | ------- | -------- | ------------- | ------------- | ---------------- |
| 1908–1911 | Model B | 1        | 10            | 218           | High Wheel Buggy |
| 1909–1911 | Model E | 2        | 22/24         | 218           | High Wheel Buggy |
| 1909–1911 | Model G | 2        | 22/24         | 218           | High Wheel Buggy |

### Nutzfahrzeuge
Die zwischen 1909 und 1912 hergestellten Nutzfahrzeuge basierten auf den Pkw. Es waren ebenfalls Highwheeler mit einem Zweizylindermotor, Planetengetriebe und Kettenantrieb. Genannt sind zwei Ausführungen mit etwa 450 kg und etwa 900 kg Nutzlast. Ab 1911 hatten die Fahrzeuge Luftreifen anstelle von Vollgummireifen.